# هنري هولينغسوررث
هنري هولينغسوررث هو سياسي أمريكي، ولد في 1808، وتوفي في 1855. نشط حزبياً في الحزب الديمقراطي. وقد انتخب Mayor of Nashville ‏.